# Coroană estoniană
Coroana estoniană (kroon; codul ISO 4217: EEK) a fost unitatea monetară a Estoniei. O coroană este împărțită în 100 senti (singular: sent, plural: sendid) (cenți). Rata de schimb a coroanei estoniene față de euro a fost  fixată la 15,6466 coroane pentru un euro.
 
Fiindcă Estonia a aderat la Uniunea Europeană în 2004, era de așteptat adoptarea monedei euro, când țara va fi pregătită pentru o astfel de schimbare.

La 1 ianuarie 2011, Estonia a adoptat moneda europeană, euro. Coroana estoniană s-a putut folosi pentru plăți până la 15 ianuarie 2011.